# Emissão protônica

O decaimento de um núcleo rico em prótons A povoado de estados excitados de um núcleo "filho" B por emissão β+ ou por captura de elétron (EC). Estes estados excitados que situam-se abaixo da energia de separação para decaimento por prótons (Sp) por emissão γ para o estado básico do "filho" B. Para os mais altos estados excitados um canal de decaimento competitivo de emissão de prótons para o "neto" C existe, chamada emissão de próton β-retardada.

Emissão protônica ou emissão de prótons (também conhecida como radiação de prótons), é um tipo de radioatividade de decaimento no qual um próton é emitido por um núcleo atômico.
Alguns exemplos:
{\displaystyle {}_{71}^{151}{\hbox{Lu}}\;\to \;{}_{70}^{150}{\hbox{Yb}}\;+{}_{1}^{1}{\hbox{p}}\;}
{\displaystyle {}_{63}^{131}{\hbox{Eu}}\;\to \;{}_{62}^{130}{\hbox{Sm}}\;+{}_{1}^{1}{\hbox{p}}\;}
{\displaystyle {}_{3}^{5}{\hbox{Li}}\;\to \;{}_{2}^{4}{\hbox{He}}\;+{}_{1}^{1}{\hbox{p}}\;}+
Emissão de prótons pode ocorrer de situados em altos estados excitados em um núcleo posteriormente a um decaimento beta, em cujo caso o processo é conhecido como emissão de próton beta-retardada, ou pode ocorrer do estado basal (ou um situado em baixo isômero) de núcleos ricos em prótons, em cujo caso o processo é muito similar ao decaimento alfa.
Para um próton escapar de um núcleo, a energia de separação do próton deve ser negativa - o próton é consequentemente desligado, e por tunelamento sai do núcleo em um tempo finito. A emissão de prótons não é vista em isótopos de ocorrência natural; emissores de prótons podem ser produzidos via reações nucleares, normalmente utilizando algum tipo de acelerador de partículas.
Embora imediata (i.e. não beta-retardada) a emissão de próton foi observada de um isômero em cobalto-53 primeiramente em 1969, nenhum outro estado emissor de próton foi encontrado até 1981, quando a radioatividade de estados básicos de prótons do lutécio-151 e túlio-147 foram observadas no GSI na então Alemanha Ocidental. Pesquisas no campo floresceram após esta mudança de cenário, e até o momento, mais de 25 isótopos têm sido encontrados que exibem emissão de prótons. O estudo da emissão de próton tem ajudado o entendimento de deformação nuclear, massas e estrutura, e é um maravilhoso exemplo puro de tunelamento quântico.
Hoje em dia, aproximadamente 30 diferentes emissões de prótons isolados são conhecidas para núcleos entre números de prótons entre 50 e 84, e o fenômeno é razoavelmente bem entendido teoricamente.
Em 2002, a emissão simultânea de dois prótons foi observada dos núcleo do isótopo ferro-45 em experimentos no GSI e GANIL (Grand Accelerateur National d'Ions Lourds, próximo de Caen). Em 2005 foi experimentalmente determinado (nas mesmas instalações) que zinco-54 pode também apresentar decaimento prótons em dupla.
Emissões de par de prótons de estados de vida longa, como Ag-94 têm sido evidenciados, assim como do 15975Re84, permitindo maior entendimento do comportamento dos núcleos atômicos.